# كلام الليل (فلم)
كلام الليل فيلم مصري عرض في سنة 1999.

## القصة
يحكي الفيلم قصة بسطاوي مخبر شرطة يرتاد شقة لعمل تحريات عما جرى فيها من أعمال مشبوهة .في هذه الشقة، توجد كوكيتا صاحبة المكان المشبوه، وهي امرأة على قدر من الجمال ومتعددة العلاقات وعاشقة المال وأمينة سكرتيرتها هي عقلها المدرب، أما بسطاوي فانه يتنكر كي يجري تحريات على الشقة دون أن يعرفه أحد.

## طاقم العمل
- تأليف:جمال الغيطاني وبشير الديك.
- إخراج:إيناس الدغيدي
- بطولة :يسرا - جالا فهمي - محمود قابيل - أشرف عبد الباقي - حسن حسين - داليا مصطفى
- ضيوف الشرف :أحمد عز - خالد سرحان.